# Sport Club Marsala 1974-1975
Questa pagina raccoglie i dati riguardanti lo Sport Club Marsala nelle competizioni ufficiali della stagione 1974-1975.

## Divise
I colori sociali dello Sport Club Marsala sono l'azzurro ed il bianco.
| Casa | Trasferta |

## Rosa
| N. |                   | Ruolo | Calciatore             |
| -- | ----------------- | ----- | ---------------------- |
|    | Italia (bandiera) | D     | Filippo Calamusa       |
|    | Italia (bandiera) | C     | Luigi Carducci         |
|    | Italia (bandiera) | A     | Carmelo Cassarino      |
|    | Italia (bandiera) | A     | Angelo Chirco          |
|    | Italia (bandiera) | P     | Mario Concetto         |
|    | Italia (bandiera) | C     | Renzo Corni            |
|    | Italia (bandiera) | D     | Gian Luigi Gavino      |
|    | Italia (bandiera) | C     | Salvatore Guspini      |
|    | Italia (bandiera) | D     | Silvio Violante Iozzia |
|    | Italia (bandiera) | A     | Laganà Gianfranco      |
|    | Italia (bandiera) | A     | Pietro Licari          |

| N. |                   | Ruolo | Calciatore          |
| -- | ----------------- | ----- | ------------------- |
|    | Italia (bandiera) | P     | Badassare Nastasi   |
|    | Italia (bandiera) | A     | Roberto Nobili      |
|    | Italia (bandiera) | C     | Sergio Nocera       |
|    | Italia (bandiera) | C     | Giovanni Oddo       |
|    | Italia (bandiera) | C     | Antonino Palermo    |
|    | Italia (bandiera) | D     | Giovanni Petrone    |
|    | Italia (bandiera) | C     | Lino Sala           |
|    | Italia (bandiera) | A     | Roberto Sorrentino  |
|    | Italia (bandiera) | D     | Ulderico Turri      |
|    | Italia (bandiera) | C     | Felice Vermiglio    |
|    | Italia (bandiera) | P     | Giuseppe Viglialoro |